# Taron-Sadirac-Viellenave
Taron-Sadirac-Viellenave ist eine französische Gemeinde mit 171 Einwohnern (Stand 1. Januar 2022) im Département Pyrénées-Atlantiques in der Region Nouvelle-Aquitaine (vor 2016: Aquitanien). Die Gemeinde gehört zum Arrondissement Pau und zum Kanton Terres des Luys et Coteaux du Vic-Bilh (bis 2015: Kanton Garlin).
Die Einwohner werden Taronais und Taronaises genannt.

## Geographie
Taron-Sadirac-Viellenave liegt ca. 30 km nordöstlich von Pau in der Region Vic-Bilh der historischen Provinz Béarn am nordöstlichen Rand des Départements.
Umgeben wird der Ort von den Nachbargemeinden:
| Garlin    | Baliracq-Maumusson                          | Mascaraàs-Haron   |
| Ribarrouy | Kompassrose, die auf Nachbargemeinden zeigt | Burosse-Mendousse |
| Claracq   | Lannecaube                                  | Mouhous           |

Taron-Sadirac-Viellenave liegt im Einzugsgebiet des Flusses Adour.
Der Lées, ein Nebenfluss des gleichnamigen Lées und hier auch Grand Lées genannt, durchquert das Gebiet der Gemeinde zusammen mit seinen Nebenflüssen, dem Petit Lées und dem Gabassot.

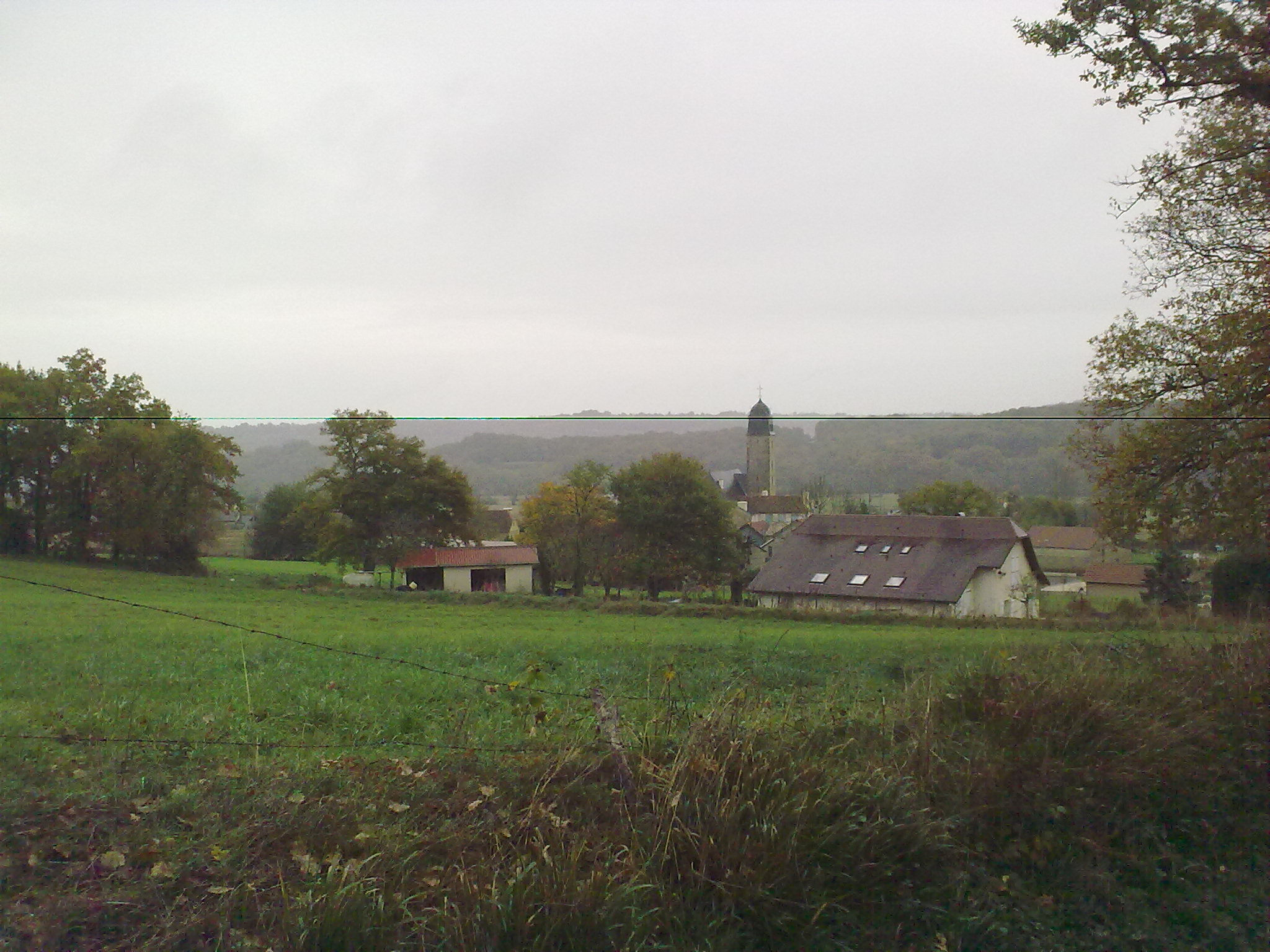
Blick von oben auf Taron

## Geschichte
Einige Hügelgräber auf dem Gemeindegebiet belegen eine frühe Besiedelung bereits in der Eisenzeit. Zahlreiche Spuren aus der gallorömischen Zeit sind auf dem Gebiet der Gemeinde gefunden worden. Die meisten stammen von einer Villa aus dem 5. Jahrhundert n. Chr., die selbst über einem Bau errichtet worden war, der auf das erste Jahrhundert n. Chr. zurückgeht. Die Villa erstreckte sich über ein Areal von 2,5 Hektar, was dem heutigen Zentrum der Gemeinde entspricht. Unter den gefundenen Artefakten sind Bodenmosaiken, von denen mindestens eines für eine Warmluftheizung mit einem Hypokaustum vorgesehen war. Weitere Fundstücke waren beispielsweise Fragmente einer Amphore, eine Lampe aus Terrakotta und eine Verzierung aus Bronze, die zwei Delfine darstellt.
Eine Motte sicherte vom 10. bis zum 12. Jahrhundert die Grundherrschaft, deren Territorium neben Taron und Viellenave auch Mascaraàs, Haron und Ribarrouy umfasste. Die Motte war kreisförmig angelegt und um rund zehn Meter erhöht. Bei der Volkszählung des Béarn im Jahre 1385 wurden Taron 14 Haushalte gezählt, in Sadirac 16 Haushalte. Beide Dörfer gehörten zur Bailliage von Lembeye. Die Vicomté von Sadirac unterstand dem Vicomte von Béarn und setzte sich aus den Pfarrgemeinden Maumusson, Ribarrouy, Sadirac, Taron und Viellenave zusammen.
Zwischen 1790 und 1794 hat sich Viellenave der Gemeinde Taron angeschlossen und wurde kurzzeitig zwischen 1795 und 1800 eine selbständige Gemeinde. Im Jahre 1822 fusionierten die Gemeinden Taron, Sadirac und Viellenave zur neuen Gemeinde Taron-Sadirac-Viellenave.
Toponyme und Erwähnungen von Taron waren:
- Tarusates (Kommentare von Gaius Iulius Caesar),
- Taroo (1385, Volkszählung im Béarn),
- Taro (1538, réformation de Béarn, Manuskriptsammlung des 16. bis 18. Jahrhunderts, B. 859) und
- Taron (1750, 1793 und 1801, Karte von Cassini, Notice Communale bzw. Bulletin des Lois).[4][8][7]

Toponyme und Erwähnungen von Sadirac waren:
- Sadirac und  Sadirac (11. bzw. 12. Jahrhundert, laut Pierre de Marcas Buch Histoire de Béarn),
- Sedirac (13. Jahrhundert, fors de Béarn, Manuskript aus dem 14. Jahrhundert, S. 22),
- Sadiracum und Sediracum (1286 bzw. 1305, Urkunden der Vicomté des Béarn),
- Siderac (1546, réformation de Béarn, B. 754) und
- Sadirac (1750, 1793 und 1801, Karte von Cassini, Notice Communale bzw. Bulletin des Lois).[4][8][9]

Toponyme und Erwähnungen von Viellenave waren:
- Vielenave de Sediragues (1402, Volkszählung im Béarn),
- Vilanaba (1542, réformation de Béarn) und
- Viellenave (1750 und 1801, Karte von Cassini bzw. Bulletin des Lois).[4][8][10]

### Einwohnerentwicklung
Nach dem Zusammenschluss der drei Gemeinden in der ersten Hälfte des 19. Jahrhunderts blieb die Größe der Gemeinde bis zu den 1880er Jahren konstant bei über 600 Einwohnern. Von den 1890er Jahren bis zu den 1920er Jahren konnte die Gemeinde rund 500 Einwohner zählen. In der Folgezeit setzte eine Phase der Stagnation ein, die bis zu den 1990er Jahren die Zahl der Einwohner auf einem Niveau von rund 200 Einwohnern sinken ließ.
| Jahr      | 1962 | 1968 | 1975 | 1982 | 1990 | 1999 | 2006 | 2009 | 2022 |
| --------- | ---- | ---- | ---- | ---- | ---- | ---- | ---- | ---- | ---- |
| Einwohner | 297  | 243  | 223  | 226  | 197  | 197  | 190  | 187  | 171  |

## Sehenswürdigkeiten

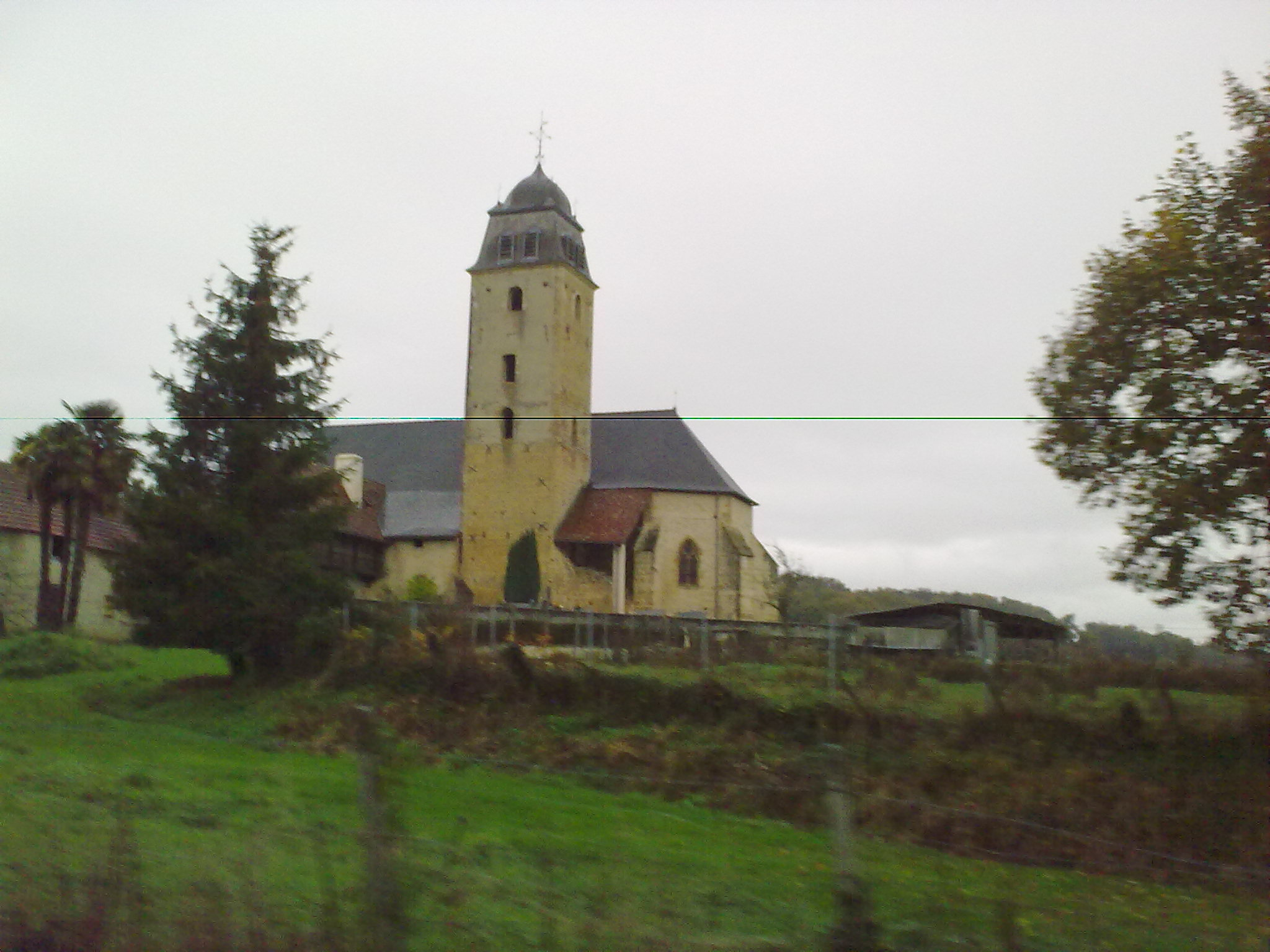
Pfarrkirche de l’Assomption-de-la-Bienheureuse-Vierge-Marie

- Pfarrkirche in Taron, gewidmet Mariä Himmelfahrt. Die Kirche ist seit dem 12. Juli 2006 als Monument historique klassifiziert. Sie wurde im späten 10. oder im frühen 11. Jahrhundert auf den Resten der früheren antiken Villa aus dem 5. Jahrhundert errichtet. Dieser ursprüngliche Bau umfasste im Wesentlichen den unteren Teil des heutigen Langhauses. Die südliche Seitenkapelle und das Fundament des Glockenturms kamen in der zweiten Hälfte des 12. Jahrhunderts hinzu. In der zweiten Hälfte des 15. Jahrhunderts wurde die Kirche umgebaut. Der Bau des Gewölbes des Langhauses und der beiden Seitenkapellen sowie Öffnungen der Wände für Fenster erfolgte im 15. und im 16. Jahrhundert. Der Eingangsvorbau wurde zwischen 1744 und 1747 errichtet, zwischen 1759 und 1762 wurde der Glockenturm erhöht. Der Glockenturm ist mit seiner Höhe von 40 m einer der höchsten der Region. Unter dem Eingangsvorbau gewährt eine Pforte aus dem 18. Jahrhundert, die von Pilastern eingerahmt ist, den Zugang zum Kircheninneren. Das einschiffige Langhaus wird heute von einer dreiwandigen Apsis verlängert und von zwei Seitenkapellen flankiert. Vier Glasfenster eines unbekannten Künstlers stammen aus der zweiten Hälfte des 19. Jahrhunderts, drei von ihnen verschönern den Chor. Maria, die Heiligen Petrus und Paulus und die biblische Szene der Heimsuchung Mariä werden in ihnen dargestellt. Auf den drei Wänden des Chors wurden 1860 vom Maler Incamps aus Morlaàs biblische Motive gemalt, links der Engel der Verkündigung des Herrn, Petrus und die Taube des Heiligen Geistes, in der Mitte Gottvater und rechts Paulus, Maria bei der Verkündigung des Herrn und Christus am Kreuz. Die südliche Seitenkapelle besitzt eine halbrunde Apsis und ein Kesselgewölbe. Drei schmale Fenster und ein Okulus lassen das Licht auf einen Altar aus dem 12. Jahrhundert einfallen. Er ist aus einem Monolith gearbeitet und enthält Gebeine als Reliquien, die von den Gläubigen besucht werden, um wundersame Kräfte zu erbitten. Abhänglinge der nördlichen Seitenkapelle sind mit Tiermotiven, darunter einem Hasen und einem Fuchs, skulptiert. Eines der Mosaiken aus der antiken Villa, das aus dem fünften Jahrhundert datiert und 1909 auf dem Friedhof gefunden wurde, wird seit 1975 in der nördlichen Kapelle ausgestellt, um eine bessere Erhaltung zu ermöglichen. Es zeigt farbenfrohe Flechtmuster, Arkaden und einen Fisch, der durch das Blattwerk schwimmt. Das Fragment misst 2,80 m × 2 m. Eine große Anzahl an weiteren Ausstattungsgegenständen aus dem 17. bis 20. Jahrhundert ist als nationales Kulturgut registriert.[12][13][14][15][16]

- Schloss Sadirac, genannt Haus Pehau. Jacques de Casemajor, Baron von Oneix und letzter Grundherr von Sadirac, ließ es zwischen 1784 und 1790 unterhalb der ehemaligen Motte errichten. Am Ende des 20. Jahrhunderts ist es aufgrund des schlechten Zustands zuvor restauriert worden. Im 18. Jahrhundert gab es neben dem Wohnhaus landwirtschaftliche Gebäude wie eine Scheune, einen Kuhstall, einen Schweinestall, einen Taubenschlag, einen Schuppen, einen Weinkeller und eine Kelter. Das Wohngebäude besitzt zwei Stockwerke und ein Dachgeschoss und ein Dach, das mit Schiefer und mit Flachziegeln gedeckt ist. Von den ursprünglichen Einrichtungsgegenständen ist heute nur eine Innentreppe übrig geblieben.[17][18]

- Adelssitz der Familie Montpezat. Die Familie Narp besaß das Anwesen im 16. Jahrhundert. 1578 wurde es an die Familie Larquer verkauft, und im darauffolgenden Jahrhundert ging es an die Familie Du Boy. Am Ende des 18. Jahrhunderts ging das Anwesen in den Besitz der Familie Monpezat über, die ihm seinen Namen gaben. Das heutige Gebäude datiert aus dem Beginn des 17. Jahrhunderts. Eine Treppe wurde im späten 17. oder frühen 18. Jahrhundert gebaut. 1821 wurde das Schloss umgebaut und erweitert, wie eine entsprechende Jahreszahl an einem Kamin belegt. Der heutige Besitzer ließ es 1950 restaurieren. Der Wohntrakt besitzt zwei Stockwerke und ein Dachgeschoss. Die Außenwände sind aus Sandstein, Kieselsteinen, Bruchsteinen und gemischten Mauerwerksverbänden errichtet und teilweise verputzt. Die Dächer des Haupt- und der Nebengebäude sind mit Schiefer, Falzziegeln oder Flachziegeln gedeckt.[19][20]

## Wirtschaft und Infrastruktur

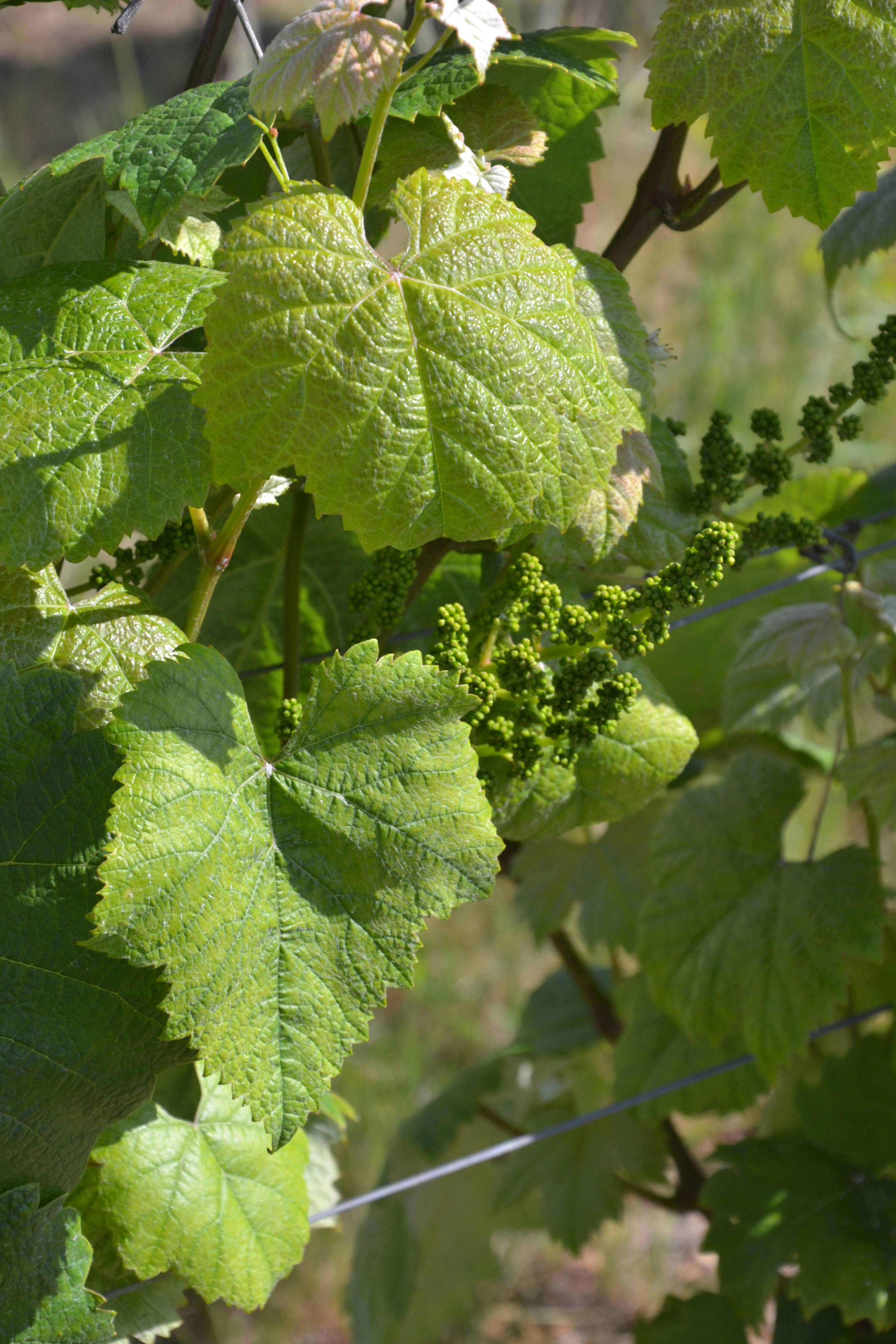
Weinrebe der AOC Béarn

Die Landwirtschaft ist traditionell der wichtigste Wirtschaftsfaktor der Gemeinde. Taron-Sadirac-Viellenave liegt in der Zone AOC des Weinbaugebiets Béarn.

### Verkehr
Taron-Sadirac-Viellenave ist erreichbar über die Routes départementales 42, 211, 219, und 628.

## Persönlichkeiten
Aristide de Monpezat, geboren am 23. Januar 1830 in Taron, gestorben am 21. April 1888 in Pau, war von 1874 bis 1881 Bürgermeister von Pau. Er ist der Urgroßvater von Henri de Laborde de Monpezat, dem Ehemann der dänischen Königin Margrethe II.